# Melchior de Redern
Le baron Melchior von Redern (né le 6 janvier 1555 à Breslau et décédé le 20 septembre 1600 à Deutsch Brod) est un général autrichien des Guerres ottomanes en Europe.

## Biographie
Redern était issu de la vieille lignée des barons von Redern. Son père, Friedrich von Redern l'Ancien († 1564), possédait les seigneuries silésiennes de Ruppersdorf, Tost et Peiskretscham ainsi que Friedland en Bohême. Sa mère Salomena appartenait à la lignée des barons von Schönaich.
Engagé en 1575 dans l'armée impériale des Habsbourg, il combattit au royaume de Hongrie contre les Turcs, puis en Pologne et en Flandres. En 1581 l’empereur Rodolphe II le  gratifia des terres de Friedland, de Reichenberg et de Seidenberg. En 1582 il épousa Katharina Schlick, puis rejoignit l'armée et obtint en 1588 son brevet de commandant.
De 1585 à 1587, Melchior et son frère Christoph († 3 septembre 1591) firent construire le château de Reichenberg. En 1591, tous ses frères étant décédés, Melchior von Redern se trouvait désormais l'unique maître de Friedland. Son fils Christophe naquit cette même année. En tant que commandant d’un régiment de cavalerie de 1 300 hommes, en infériorité numérique, il défit le 22 juin 1593 une armée ottomane à la bataille de Sissek. Il renouvela cet exploit le 30 septembre 1593 suivant à la bataille de Pápa.
En 1598, à la tête de 2 000 cavaliers, il défendit la place de Großwardein contre 120 000 Turcs, qui, après douze assauts infructueux, levèrent finalement le siège, le 3 novembre 1598. En reconnaissance de ces services, Rodolphe II l'éleva au rang de chevalier du Saint Empire le 16 mai 1599 à Prague. Il fut nommé par la même occasion président du conseil aulique et gouverneur de la place-forte stratégique de Raab en Hongrie.
À la mort du comte Adolf von Schwarzenberg devant les murs de Pápa, Redern dirigea l'attaque en 1600 contre la forteresse de Pápa, occupée par des mercenaires rebelles franco-wallons, et s'en empara le 9 août en un combat sanglant, où il avait donné l'ordre de ne faire aucun prisonnier. Le 11 août 1600, le conseiller Melchior von Redern était nommé maréchal à Vienne.
De Raab, von Redern partit peu après pour Friedland, pour s'y reposer d'une maladie qu’il avait contractée lors de son voyage à Vienne. Il mourut en chemin au village de Deutsch Brod. Sa dépouille fut transportée jusqu'à Friedland, où il fut inhumé le 6 janvier 1601 dans le caveau familial. Une statue de bronze fut érigée à sa mémoire en ce lieu en 1605.
Redern favorisa le développement économique de la seigneurie de Friedland et encouragea en particulier l’exploitation de la forêt primaire des Monts de la Jizera et l’implantation de cristalleries : dès 1584, il avait fondé la colonie montagnarde de Böhmisch Neustadt, puis en 1594 celle de Bílý Potok.